# Nákupní centrum Královo Pole
Nákupní centrum Královo Pole (NCKP, postaveno bylo pod názvem Obchodní centrum Carrefour Brno – Červený mlýn) je velké obchodní centrum v Cimburkově ulici na východě brněnského katastrálního území Ponava v městské části Brno-Královo Pole. Developerem byla firma GEMO Olomouc, spol. s r. o., provozovatelem je Bainbridge Czech Republic Brno Královo Pole Holding s. r. o., hlavním nájemcem je Tesco, původně Carrefour. Stavbě bylo více než půl roku po uvedení do provozu pro nezákonný postup úřadů města zrušeno územní rozhodnutí a dodnes nebylo vydáno nové.

## Výstavba a soudní proces
Návrh na výstavbu centra byl projednáván v roce 2002. Územní rozhodnutí vydal Úřad městské části města Brno, Brno-Královo Pole dne 18. června 2002. Za účastníka územního řízení nebylo, v rozporu se zákonem o ochraně přírody a krajiny, uznáno sdružení Nesehnutí Brno (Nezávislé sociálně ekologické hnutí), které protestovalo proti zlikvidování mokřadu s chráněnými druhy živočichů, dopravním dopadům (zatížení Velkého městského okruhu) a podobně, a tomuto sdružení nebylo ani oznámeno zahájení řízení, ač předtím zřetelně o věc projevovalo zájem. Proti vydání územního rozhodnutí podalo odvolání jak sdružení Nesehnutí, tak společnost Moravia Shop Invest s. r. o., občanské sdružení přitom vzneslo námitky proti procesním vadám – magistrát obě odvolání zamítl, přičemž odvolání občanského sdružení 4. října 2002 zamítl jako nepřípustné, a v plném rozsahu potvrdil prvoinstanční rozhodnutí. Hnutí podalo proti postupu Magistrátu města Brna jako odvolacího orgánu 19. prosince 2002 žalobu a Krajský soud v Brně ve věci rozhodl 31. května 2005 ve prospěch žalobce, tedy uznal nárok hnutí Nesehnutí na účast v územním řízení a vydané územní rozhodnutí zrušil. V té době však již centrum bylo v plném provozu. Magistrát města Brna podal proti rozhodnutí krajského soudu dne 1. srpna 2005 kasační stížnost. Nejvyšší správní soud 31. ledna 2007 tuto stížnost zamítl a potvrdil tak rozhodnutí krajského soudu. Stavba tak dosud nemá platné územní povolení a územní řízení musí být obnoveno. Stavební úřad v Králově Poli údajně i nadále odmítá situaci řešit i komunikovat se sdružením Nesehnutí, to proto podalo informační žalobu. 7. ledna 2008 Krajský soud v Brně také ve všech bodech uznal oprávněnost žaloby sdružení Nesehnutí z 15. 11. 2005 a pro nezákonnost zrušil rozhodnutí Magistrátu města Brna, jímž magistrát 5. září 2005 zamítl odvolání proto rozhodnutí úřadu městské části, který občanskému sdružení 3. 8. 2005 odmítl poskytnout požadované informace týkající se výstavby obchodního centra.
Odbor životního prostředí a zemědělství Krajského úřadu Jihomoravského kraje podal 3. prosince 2001 v rámci správního řízení stanovisko o hodnocení vlivů na životní prostředí, v němž uvedl, že stavba si vyžádá ochranná, preventivní a kompenzační opatření ve vztahu k ochraně přírody a krajiny, konkrétně realizaci co nejširšího biokoridoru, garanci zachování nádrže, provedení vegetačních úprav a výsadbu zeleně včetně nutnosti projednat vegetační úpravy s příslušným orgánem ochrany přírody a krajiny. Magistrát města Brna ve svém stanovisku 19. prosince 2001 podmínil svůj souhlas se stavbou prvními dvěma z požadavků uvedených krajským úřadem. Těmito skutečnostmi soudy vyvrátily pozdější účelové tvrzení magistrátu, že stavbou nebyly zájmy ochrany přírody dotčeny a proto nebyl právní důvod pro účast občanského sdružení v řízení.

## Popis

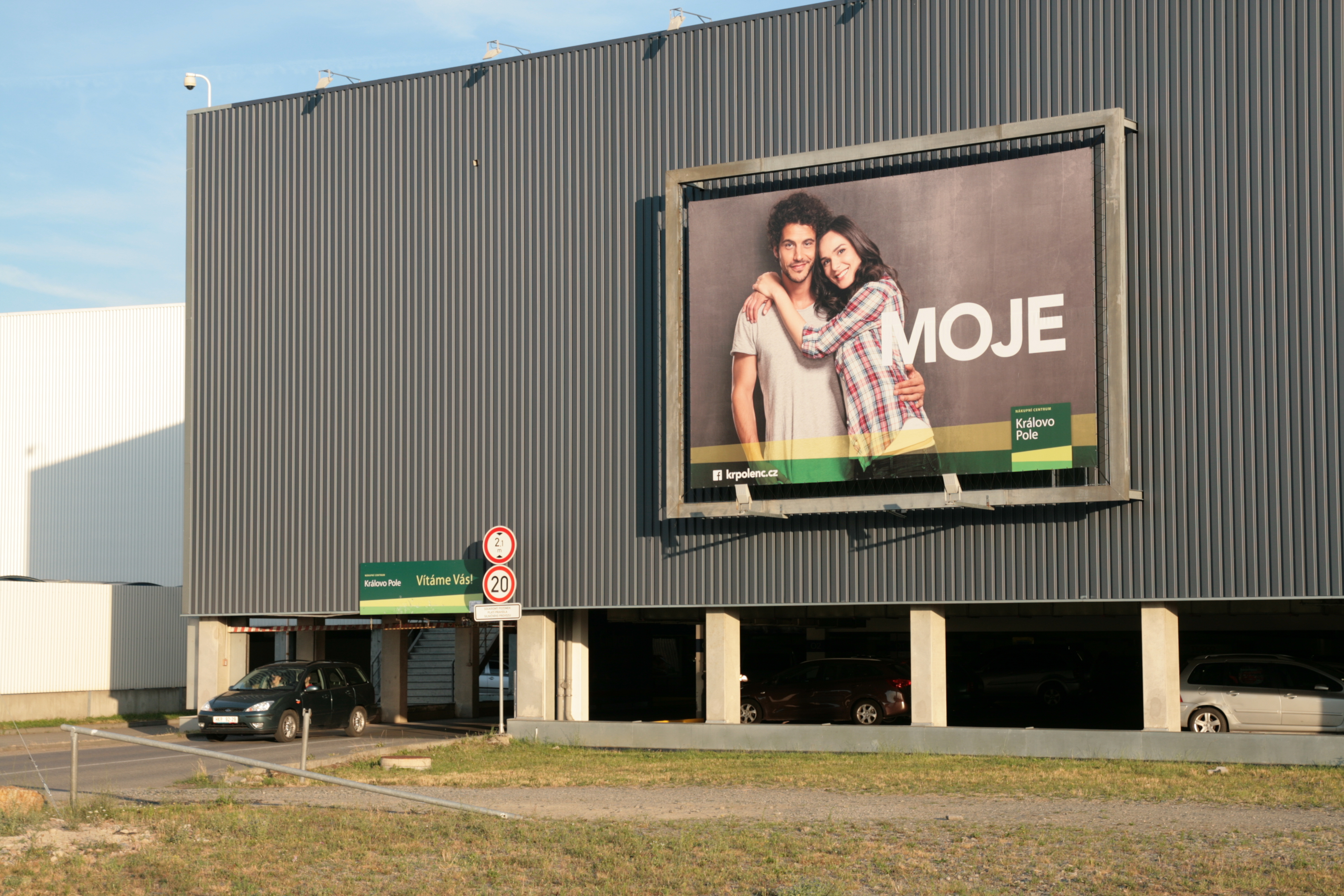
Vjezd do přízemních garáží ve východním křídle

Centrum tvoří vícepodlažní halový komplex s železobetonovou konstrukcí. Stavba má nepravidelný půdorys. Má tři hlavní části: podzemní garáž, dvoupodlažní obchodní galerii s 90 obchody o celkové rozloze 20 000 m² a hypermarket o rozloze 15 000 m². Venkovní i krytá parkoviště mají podle prospektu developera celkovou kapacitu 1600 míst. První patro garáží je přímo propojeno s obchodní galerií. Koncepci navrhla francouzská architektonická kancelář na základě obchodních a provozních zásad společností Carrefour a TK Development.

## Obchodní činnost

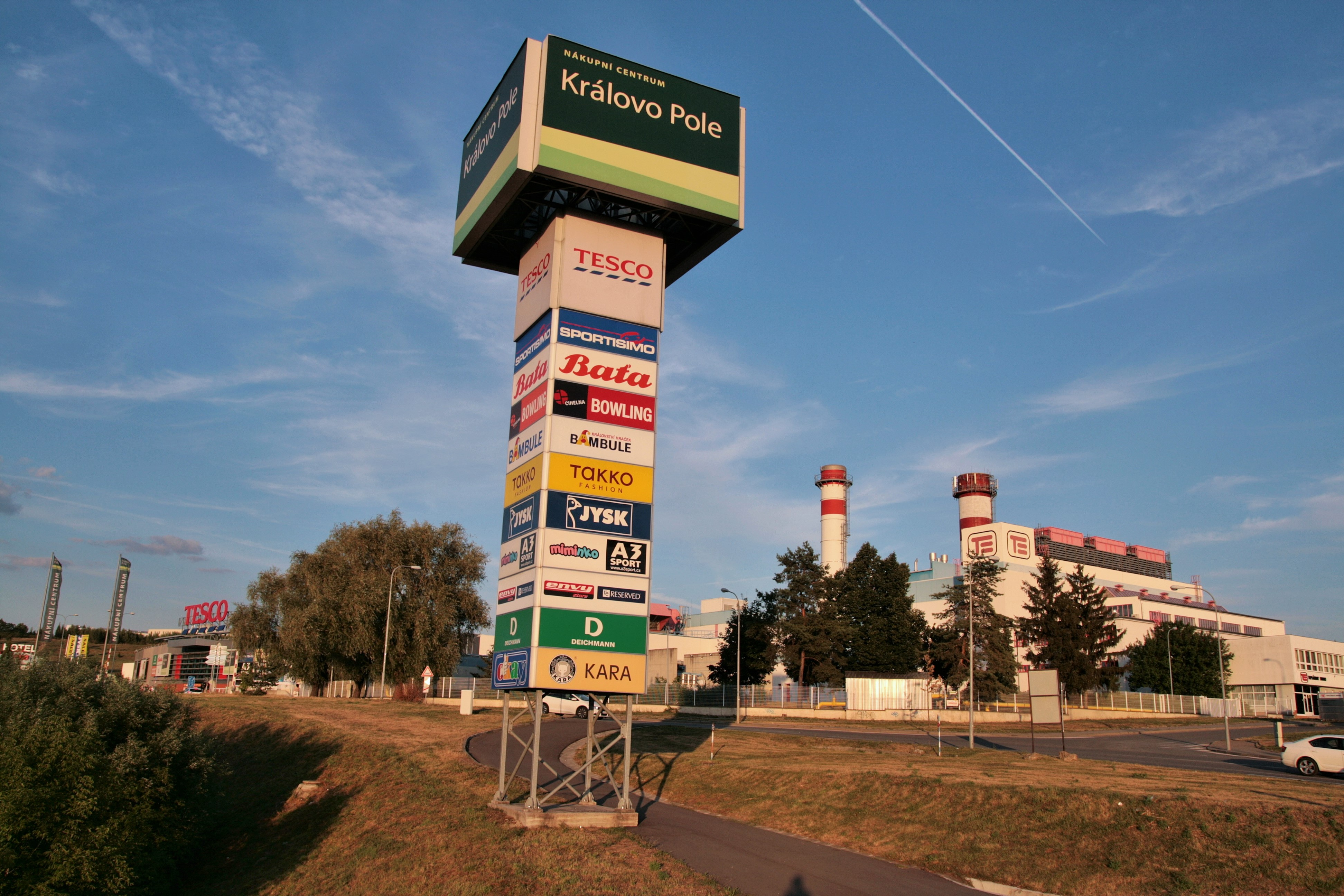
Reklamní poutač u příjezdové cesty

Obchodní centrum bylo otevřeno v říjnu 2004, výstavba byla plánována na dobu 10 měsíců. Zdejší hypermarket je otevřen 6-24 (původní nonstop provoz byl zrušen), původně ho provozovala společnost Carrefour, od nějž ho k červnu 2006 získala společnost Tesco. V roce 2009 se v centru nacházelo více než 70 obchodů. Hypermarket provozuje Tesco. 
Zprávy z června 2010 uvádějí, že podle výzkumu Incoma GfK patří toto centrum společně s Galerií Vaňkovka a centrem Olympia do trojice nejoblíbenějších obchodních center v Brně, přičemž NCKP je třetí nejnavštěvovanější. V tiskové zprávě INCOMA GfK z března 2010, týkající se celostátního průzkumu, NCKP není zmíněno.
U obchodního centra se nachází 862 parkovacích míst, k centru zajíždí autobusová linka MHD 67. V obchodním centru je pro zákazníky poskytováno bezplatné WiFi připojení.
V obchodní galerii, otevřené denně od 9 do 21 hodin, se nacházejí například prodejny:
- Sportisimo,
- Okay elektrospotřebiče,
- Telefónica O2,
- T-Mobile,
- Vodafone,
- CCC boty,
- Tesco
- UGO
- větrník
- A3 Sport,
- Yves Rocher,
- Marionnaud,
- Takko fashion,
- DM drogerie,
- JYSK.[20]
- V obchodním centru se od března 2010 nachází automat na čerstvé mléko.[21]
- V roce 2010 centrum připravuje obnovu food courtu.[14]